# Rei Hirakawa
Rei Hirakawa (født 20. april 2000) er en japansk fodboldspiller.
Han har spillet for flere forskellige klubber i sin karriere, herunder FC Tokyo.